# Хасаново (Мелеузовский район)
Хаса́ново (баш. Хәсән) — деревня в Мелеузовском районе Республики Башкортостан Российской Федерации. Входит в состав Аптраковского сельсовета.

## География
Деревня находится на берегу реки Белая.

### Географическое положение
Расстояние до:
- районного центра (Мелеуз): 26 км,
- центра сельсовета (Аптраково): 6 км,
- ближайшей ж/д станции (Мелеуз): 26 км.

## Население
| 2002 | 2009 | 2010 |
| ---- | ---- | ---- |
| 259  | ↗289 | ↘221 |

### Национальный состав
Согласно переписи 2002 года, преобладающая национальность — башкиры (98 %).